# Protosticta antelopoides
Protosticta antelopoides is een libellensoort uit de familie van de Platystictidae, onderorde juffers (Zygoptera).
De soort staat op de Rode Lijst van de IUCN als onzeker, beoordelingsjaar 2010.
De wetenschappelijke naam van de soort is voor het eerst geldig gepubliceerd in 1931 door Fraser.